# بانکا پاپیولر
بانکا پاپیولر (انگلیسی: Banca Popolare) شرکت خدمات مالی و بانکداری ایتالیایی است، که در سال ۱۸۷۱ تأسیس شد.